# Ontario Mark 3
Das Ontario Mark 3 Navy (MK III) ist ein Feldmesser aus US-amerikanischer Fertigung. Das Messer wird u. a. von der US Navy und den Navy SEALs verwendet. Es trägt die NATO-Versorgungsnummer NSN 1095-00-391-1056. Für das Messer wird Stahl der Güte 440a verwendet. Die Klingenform wurde im Laufe der Zeit optimiert und erhielt eine andere Geometrie. Dies lag daran, dass die Spitze bei Hebelarbeiten in der Vergangenheit zu häufig abgebrochen ist.
Das Messer wurde in den 1970er Jahren konzipiert und ist bis heute im Einsatz. Der Entwurf des Messers wurde durch das Kalaschnikow-Bajonett beeinflusst. Ironie der Geschichte ist, dass das Kalaschnikow-Bajonett selber auf einem Entwurf für ein Messer für Kampfschwimmer fußte, aber in der Sowjetunion nie für diese Zwecke verwendet wurde. Die überarbeitete Klingenform lässt die ursprüngliche Ähnlichkeit der beiden Entwürfe nicht mehr erkennen.

## Verwendung
- US Navy
- US Navy SEALs
- Polizei Hongkong